# レゴランド・コリア・リゾート
レゴランド・コリア・リゾート（ハングル: 레고랜드 코리아 리조트）は、大韓民国江原特別自治道春川市に存在するテーマパーク。

## 概要
世界でレゴ社が展開するテーマパークの一つ。風光明媚な衣岩湖の中島にホテルなどの施設とともに建設が進められ、2022年5月5日に10番目のレゴランドとしてオープンした。運営はイギリスのマーリン・エンターテイメンツ社で、建設にあたり江原道からアクセス道路、橋梁、上下水などの整備、50年間にわたる敷地の無償賃貸などの支援を得ている。
オープン当初から大型アトラクションが停止するなどの不具合が連発。入場料や駐車場代が高いことなども広まり、同年7月には入場客数が7万人と低迷。開業初年度から年間200万人という集客目標は絶望視される状況となった。レゴランド側はハロウィンイベントの開催などでテコ入れを行ったが、梨泰院群衆事故の発生により中止に追い込まれる不運も重なった。

## アクセス
- 京春線春川駅からタクシーまたはシャトルバスで約5分。

## 開業までの経緯と2022年の混乱
2010年、李光宰 江原道知事が当選すると間もなくレゴランドの誘致を決定。年間200万人以上の集客、1万人の雇用創出、それらに伴う税収増など明るい展望が描かれていた。江原特別自治道は開発会社（現在の江原中島開発公社）を設立して道路などのインフラやホテルなどの建設工事を開始。当初の工事費2300億ウォンは、テーマパーク完成後に周辺の土地の売却益で回収する目論見となっていた。しかし、建設途中で埋蔵文化財が発見され、工事の延期と土地の売却の目途が立たなくなったこと、さらに2022年にレゴランド開業後は集客難に陥ったことなどにより、開発会社である江原中島開発公社の経営は行き詰った。加えて江原道知事にレゴランドに批判的な金鎮泰が当選。同年9月、江原道が支払い保証していた江原中島開発のコマーシャルペーパー（2050億ウォン相当）の自主償還の見込みが立たなくなると、金鎮泰知事は肩代わりを拒否して江原中島開発公社に対する再生申請（日本の会社更生法適用に相当）を発表。事実上のデフォルト宣言となったため、韓国内の債券市場が混乱するきっかけとなった。
また、韓国内ではレゴランド問題を契機に不動産のプロジェクト・ファイナンスの承認が一時的に不能となり、建設会社は自社で資金を集める苦労を強いられた。